# 扎盧日賈 (弗拉基米爾-沃倫斯基區)
50°52′46″N 24°8′37″E / 50.87944°N 24.14361°E
扎盧日賈（烏克蘭語：Залужжя），是烏克蘭西北部的村莊，隸屬沃倫州的沃洛德米爾區。該村始建於1850年，面積0.84平方公里，2001年人口805，人口密度每平方公里365.27人。